# ستيفان هامان
ستيفان هامان (بالإنجليزية: Stephan Hamann)‏ هو عالم نفس أمريكي، ولد في 1966.